# Cynthia Viteri

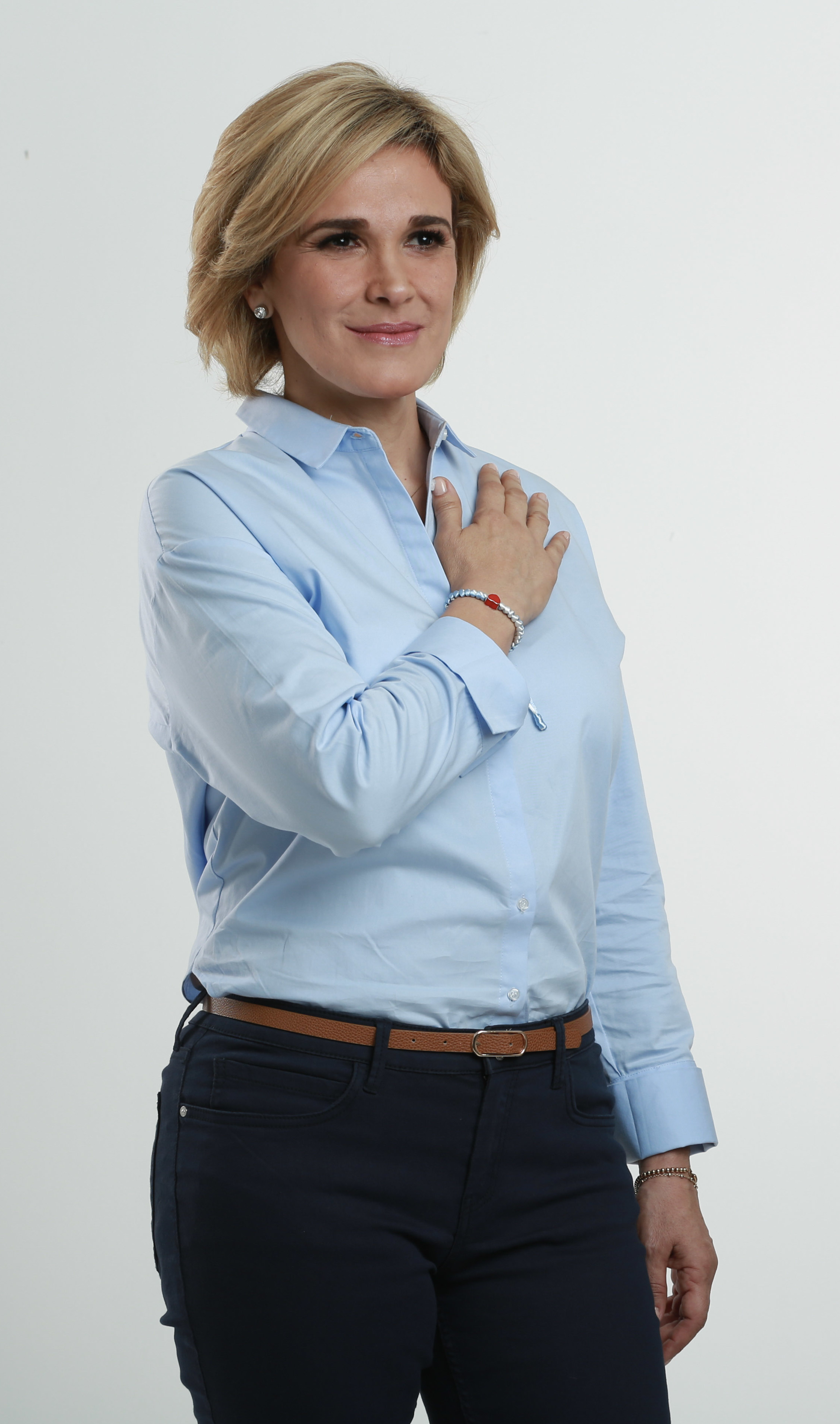

Cynthia Viteri (tên đầy đủ là Cynthia Fernanda Viteri Jiménez de Villamar, sinh ngày 19 tháng 11 năm 1965 tại thành phố Guaayaqil, Ecuador) là một luật sư, nhà báo và là một chính trị gia người Ecuador. Trong cuộc tổng tuyển cử vào năm 2006 và năm 2017, bà ứng cử chức tổng thống. Từ năm 1998 đến năm 2007, bà là thành viên của đại hội quốc gia (tiếng Anh: National Congress) và từ năm 2009, bà trở thành thành viên của Quốc hội (tiếng Anh: National Assembly)

## Lí lịch
Bà sinh ra vào ngày 19 tháng 11 năm 1965 ở Guayaquil, cha mẹ bà là José Viteri Peña và Leonor Jiménez Campuzano. Bà học tiểu học ở trường Colegio Inmaculada rồi chuyển sang trường Indoamérica de Guayaquil để học tiếp. Tiếp đến, bà học tại trường đại học Guayaquil và tốt nghiệp với bằng cử nhân ngành khoa học xã hội và chính trị. Rồi bà học tiếp tại đó và nhận được bằng tiến sĩ ngành luật.
Cynthia Viteri kết hôn với nhà kinh tế học Joaquín Villamar và có năm người con.

## Sự nghiệp chính trị
Bà Viteri bắt đầu sự nghiệp chính trị vào năm 1997 khi bà được bầu làm ứng viên vào Quốc hội, đảng chính trị của bà khi đó là đảng Xã hội giáo dân (tiếng Anh: Social Christian Party). Sau khi đảng này tan rã vào năm 1998, bà được bầu đại hội quốc gia đại diện cho tỉnh Guayas. Sau đó, bà tái đắc cử thêm một lần nữa.
Ngày 15 tháng 10 năm 2006, bà tham gia cuộc tổng tuyển cử cho chức tổng thống và nhận được 525,728 phiếu bầu, chiếm 9,63% trong tổng số phiếu.
Năm 2009, bà được bầu vào Quốc hội để đại diện cho tỉnh Guayas. Rồi lại tái đắc cử thêm một lần nữa vào năm 2013.